# Илюзия (филм)
„Илюзия“ е български игрален филм (драма, фентъзи) от 1980 година на режисьора Людмил Стайков, по сценарий на Константин Павлов. Оператор е Борис Янакиев. Художник – Захари Савов. Музиката във филма е композирана от Георги Генков.

## Състав

### Актьорски състав
| Изпълнител                      | Роля                                                                    |
| ------------------------------- | ----------------------------------------------------------------------- |
| Любен Чаталов                   | Художникът Иван                                                         |
| Руси Чанев                      | Поетът Кирил                                                            |
| Зузана Коцурикова               | Актрисата Катерина                                                      |
| Заслужил артист: Петър Слабаков | Данил                                                                   |
| Велко Кънев                     | Лазар                                                                   |
| Заслужил артист: Георги Русев   | селянин                                                                 |
| Никола Тодев                    |                                                                         |
| Кирил Кавадарков                | Георги                                                                  |
| Заслужила артистка: Катя Чукова |                                                                         |
| Сия Главанакова                 | майката на Катерина                                                     |
| Надя Тодорова                   | предводителката                                                         |
| Кина Мутафова                   |                                                                         |
| Васил Димитров                  | министър                                                                |
| Светозар Неделчев               |                                                                         |
| Здравко Спасов                  |                                                                         |
| Васил Вачев                     | Дочо                                                                    |
| Георги Стоянов                  |                                                                         |
| Иван Дервишев                   |                                                                         |
| Антон Карастоянов               |                                                                         |
| Иван Гайдарджиев                | Калин                                                                   |
| Теодор Юруков                   | минувач                                                                 |
| Йордан Алексиев                 |                                                                         |
| Георги Пенков                   |                                                                         |
| Със специалното участие на      | Ансамбъл „ТРАКИЯ“ с художестен ръководител Народен артист: Кирил Дженев |

### Творчески и технически екип
| Сценарий            | Константин Павлов                                                                                        |
| Режисьор            | Заслужил артист: Людмил Стайков                                                                          |
| Оператор            | Заслужил артист: Борис Янакиев                                                                           |
| Музика              | Георги Генков                                                                                            |
| Редактор            | Асен Тодоров                                                                                             |
| Художник            | Захари Савов                                                                                             |
| Картини             | Народен художник: Светлин Русев                                                                          |
| Втори режисьор      | Антон Маринов                                                                                            |
| Втори оператор      | Георги Ночев                                                                                             |
| Звук                | Михаил Каридов                                                                                           |
| Режисьор по дублажа | Рихард Езра                                                                                              |
| Костюми             | Мария Сотирова                                                                                           |
| Втори художници     | Цветана Янкова Красимир Пашкулев                                                                         |
| Монтаж              | Илияна Михова                                                                                            |
| Грим                | Филипия Каминска Иванка Горшинина                                                                        |
| Асистент-режисьори  | Соня Христова Игнат Тасев Зоя Шарланджиева                                                               |
| Асистент-оператори  | Михаил Викторов Стефан Кирилов Атанас Димитров                                                           |
| Тонтехник           | Крум Крумов                                                                                              |
| Асистент-монтажисти | Виолета Тошкова Николина Момчилова                                                                       |
| Фотограф            | Елена Димитрова                                                                                          |
| Реквизит            | Роберт Герасимов Красимир Ризов                                                                          |
| Гардероб            | Милка Сиракова Виктория Манова                                                                           |
| График              | Владимир Колев                                                                                           |
| Пиротехника         | Иван Ангелов Петко Кирков                                                                                |
| Декор               | Борис Кутев                                                                                              |
| Осветление          | Антим Борисов                                                                                            |
| Кран                | Цветан Марков                                                                                            |
| Заместник-директор  | Людмил Димитров                                                                                          |
| Организатори        | Иван Драганов Николай Орджанов Недялко Караниколов Тома Шивачев                                          |
| Директор            | Петър Джорински                                                                                          |
| Distributed by      | Българска кинематография Студия за игрални филми „БОЯНА“ Творчески колектив „МЛАДОСТ“ /Copyright © 1980/ |